# Elaphognathia ferox
Elaphognathia ferox is een pissebed uit de familie Gnathiidae. De wetenschappelijke naam van de soort is voor het eerst geldig gepubliceerd in 1884 door Haswell.